# Bonnebosq

Bonnebosq este o comună în departamentul Calvados, Franța. În 1 ianuarie 2022 avea o populație de 659 de locuitori.